# Hřbitov Šárka
Hřbitov Šárka (též Šárecký hřbitov) se nachází v Praze-Dejvicích (ul. U Matěje 213) kolem římskokatolického kostela sv. Matěje. Má rozlohu 1,29 ha a nachází se na něm 201 hrobek, 2 320 hrobů a 430 urnových hrobů. Hřbitov spravuje příspěvková organizace Hřbitovy a pohřební služby hl. m. Prahy, Hřbitovní správa Malvazinky a Bubeneč.

## Historie a popis
Dnešní kostel sv. Matěje je pozdně barokní stavba z roku 1770 na místě starého kostelíka. V té době již nejstarší část hřbitova existovala, dnes tato část nese označení Šárka I a rozkládá se okolo kostela. Hřbitov se skládá ze čtyř postupně zakládaných hřbitovů (Šárka I, Šárka II, Dejvice I–VI, Dejvice VII). Ve zdech, které jednotlivé hřbitovy oddělují, jsou průchody.

## Pohřbení
Na hřbitově se nachází hrobka proboštů Metropolitní kapituly u sv. Víta v Praze a hroby řady osobností:
- Jiří Bartoška (1947–2025), herec, prezident MFF Karlovy Vary
- František Blažek (1867–1937), lesní inženýr a geodet
- František Blažek (1903–1977), pediatr
- Oldřich Blažíček (1887–1953), malíř
- Oldřich J. Blažíček (1914–1985), historik umění
- Felix le Breux (1918–1974), herec
- Rudolf Březa (1888–1955), sochař
- Vojtěch Cepl (1938–2009), právník
- Karel Jan Čapek (1962–1997), básník
- Božena Čížková (1884–1955), spisovatelka
- Dagmar Čížková (1911–1993), malířka
- František Čuhel (1862–1914), ekonom
- Pavel Dittrich (1859–1936), soudní lékař
- Josef Drahorád (1816–1895), hudební skladatel
- Zuzana Dřízhalová (1975–2011), herečka
- Antonín Engel (1879–1958), architekt
- Josef Fojtík (1890–1966), sochař
- Eva Foustková (1911–1977), herečka
- Emil Franke (1880–1939), politik
- Alena Frimlová (1906–1988), herečka
- Miroslav Halík (1901–1975), editor díla Karla Čapka
- Zikmund Václav Halka-Ledóchowski (1861–1944), probošt Metropolitní kapituly u svatého Václava v Olomouci
- Jindřich Lev Hanák (1867–1939), divizní generál
- František Hanus (1916–1991), herec
- Karel Herfort (1871–1940), zakladatel dětské psychiatrie
- Antonín Hora (1824–1906), generální vikář pražské arcidiecéze
- Ivan Horbaczewski (1854–1942), lékař, chemik a politik
- Rudolf Horský (1852–1926), kněz, politik a spisovatel
- Josefina Hovorková (1850–1916), dcera malíře Josefa Mánesa
- Alexandr Vladimír Hrska (1890–1954), malíř, grafik a scénograf
- Marie Chadimová Martinová (1922–1987), malířka
- Bronislav Chorovič (1888–1980), operní pěvec
- Jan Jáchym (1874–1956), malíř
- Josefina Benešová Jáchymová († 1931), spisovatelka
- Pavel Janák (1882–1956), architekt, hrobka zrušena v 90. letech správou pražských hřbitovů. Na původním místě je připomínka na Janákův hrob.
- Karel Janoušek (1893–1971), letecký maršál RAF a československý armádní generál[3]
- Josef Antonín Jíra (1868–1930), archeolog
- Jaroslav Kadainka (1897–1960), voják a  jeden ze signatářů Protokolu o provedení formy kapitulace německých branných sil 8. května 1945
- Milan Kadlec (1947–1968), pionýrský vedoucí, oběť nehody při invazi sovětských vojsk
- Antonín Kasper (1962–2006), plochodrážní jezdec
- Josef Kemr (1922–1995), herec
- Filip Stanislav Kodym (1811–1884), lékař a spisovatel
- Odolen Kodym (1898–1963), geolog a mineralog
- Ladislav Kofránek (1880–1954), sochař
- Josef Kopta (1894–1962), spisovatel, novinář a dramatik
- Petr Kopta (1927–1983), básník a překladatel
- Emil Kotrba (1912–1983), malíř a grafik
- František Borgia Krásl (1844–1907), světící biskup pražský, spisovatel a politik
- Zdeněk Kunc (1908–1985), zakladatel české neurochirurgie
- Ladislav Kutiš († 1973), hydrolog
- Bohumil Kvasil (1920–1985), elektrotechnik a fyzikální elektronik, rektor ČVUT, předseda Československé akademie věd
- Antonín Ledvina (1880–1947), varhaník a profesor Hudební a dramatické akademie v Bratislavě
- Irena Ledvinová († 1990), varhanice a ředitelka kůru v pražských kostelích sv. Matěje, sv. Tomáše a sv. Mikuláše
- Karel Liška (1914–1987), sochař
- František Lom (1901–1985), ekonom, historik, pedagog
- Petr Lom (1935–2003), lékař, politik a diplomat, ministr zdravotnictví
- Josef Mach (1883–1951), básník a spisovatel
- Jan Machač (1915–2009), dlouholetý farář ve farnosti u kostela sv. Matěje
- Jiří Malý (1899–1950), antropolog a lékař
- Rudolf Manoušek (1881–1951), zvonař
- Rudolf Manoušek (1909–1994), zvonař
- Květa Manoušková (1927–2002), sochařka
- Bedřich Mendl (1892–1940), historik
- Arno Naumann (1887–1959), malíř, ilustrátor a grafik
- Zdeněk Neubauer (1942–2016), filozof a biolog
- Jan Noha (1908–1966), básník a spisovatel
- Antonín Nosek (1865–1916), pedagog a zoolog
- Ivan Párkányi (1896–1996), guvernér Podkarpatské Rusi
- Ludmila Píchová (1923–2009), herečka
- Antonín Matěj Píša (1902–1966), básník, kritik a novinář
- Jindřich Polák (1925 - 2003), filmový režisér
- Alois Rašín (1867–1923), politik, právník a ekonom
- Václav Řezáč (1901–1956), spisovatel
- Jan Scheinost (1896–1964), novinář
- Svatopluk Skopal (1919–2000), divadelní režisér
- Vladimír Slavínský (1890–1949), filmový režisér
- Jan Smetana (1883–1962), hydrolog
- Jan Smetana (1918–1998), malíř, profesor Akademie výtvarných umění v Praze
- František Smotlacha (1884–1956), mykolog, zakladatel československého vysokoškolského sportu
- Miroslav Smotlacha (1920–2007), potravinářský chemik a mykolog
- Věněk Šilhán (1927–2009), ekonom, politik
- Libuše Šilhánová (1929 - 2016), novinářka, socioložka
- Zbyněk Šmahel (1946–2008), antropolog
- Karel Štipl (1889–1972), sochař, architekt a sklářský výtvarník
- Václav Beneš Šumavský (1850–1934), novinář a spisovatel
- Josef Šusta (1874–1945), historik, spisovatel a politik
- Zdeněk Švehla (1924 - 2014), operní pěvec
- Jarmila Švehlová (1931 - 1988), baletka
- Pavel Tittelbach (1934–2008), malíř
- Vojtěch Tittelbach (1900–1971), malíř a grafik
- Oldřich Tomíček (1891–1953), chemik
- Oldřich Tyl (1884–1939), architekt
- Miloslav Valvoda, lékař (ORL)
- Václav Vaško (1921–2009), diplomat, katolický aktivista
- Josef Vymětal (1883–1974), vojenský kaplan, plk. duchovní služby, dočasný kněz v kostele sv. Matěje
- Otakar Zahálka (1891–1942), brigádní generál a příslušník protifašistického odboje
- Václav Zima (1912–1976), kněz a básník

Na šáreckém hřbitově se nachází také hrob některých příslušníků pozdějších generací původně stavitelské rodiny Palliardi.

## Galerie

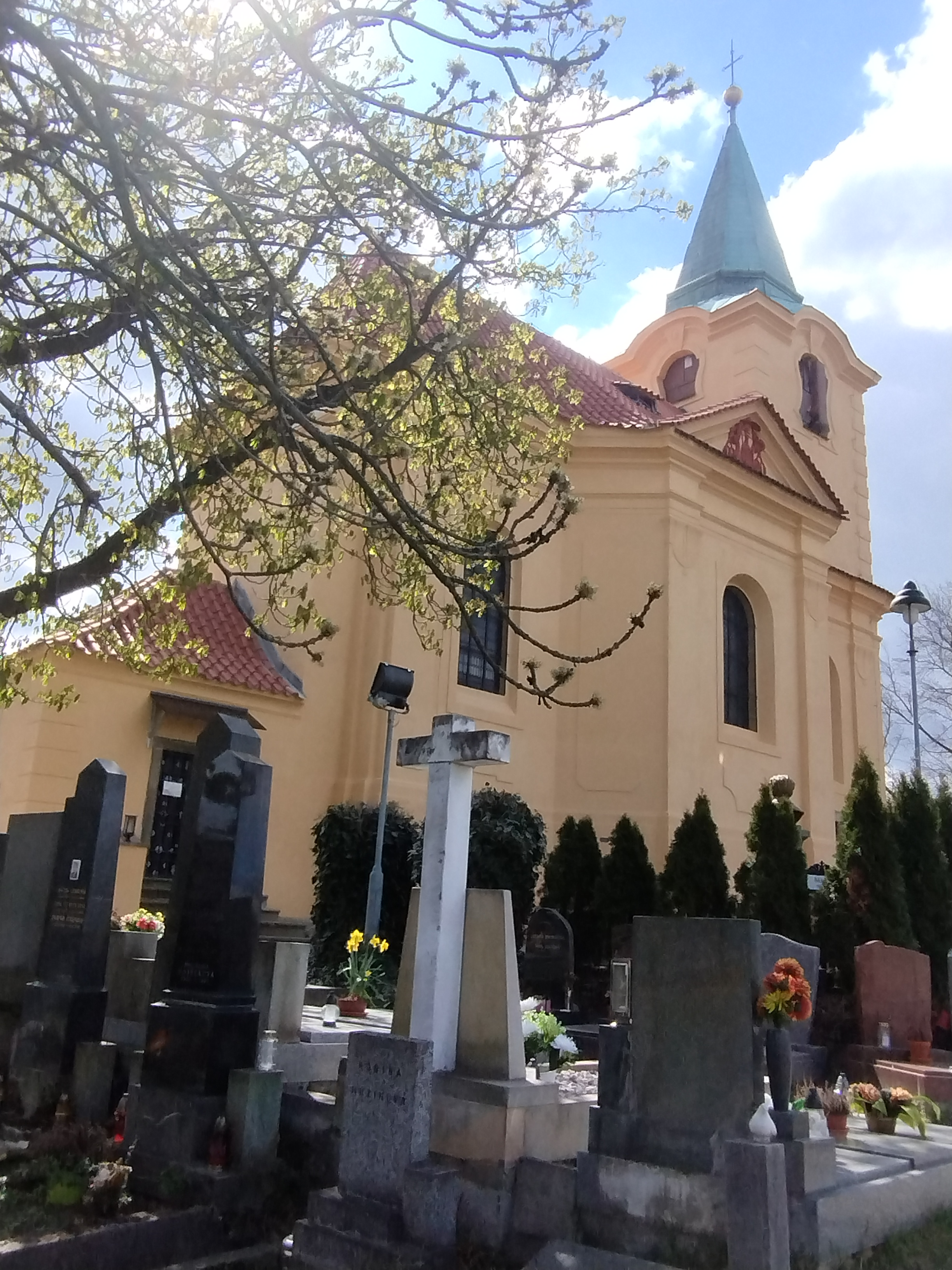
Kostel sv. Matěje
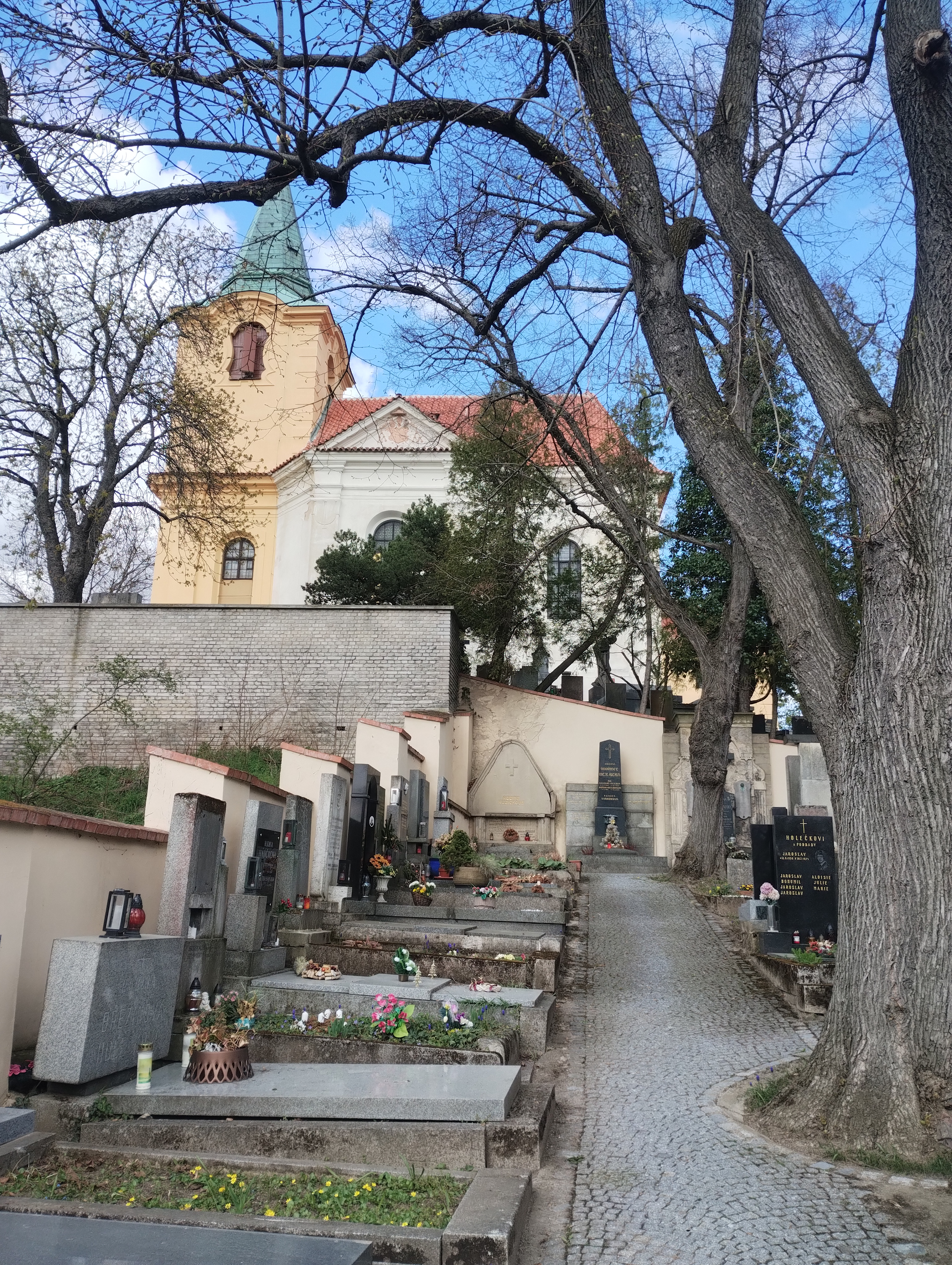
Hřbitov Šárka
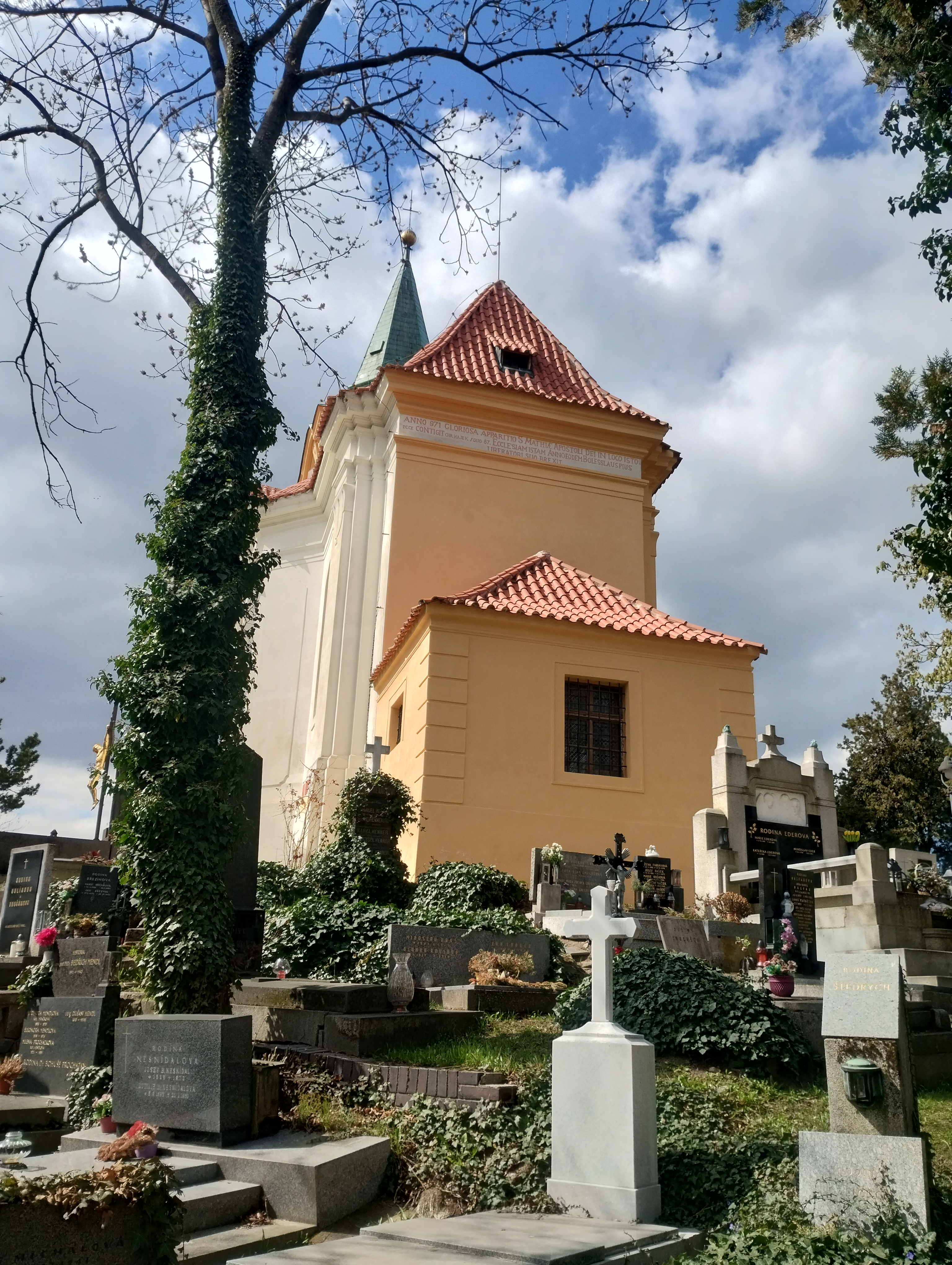
Hřbitov Šárka a kostel sv. Matěje
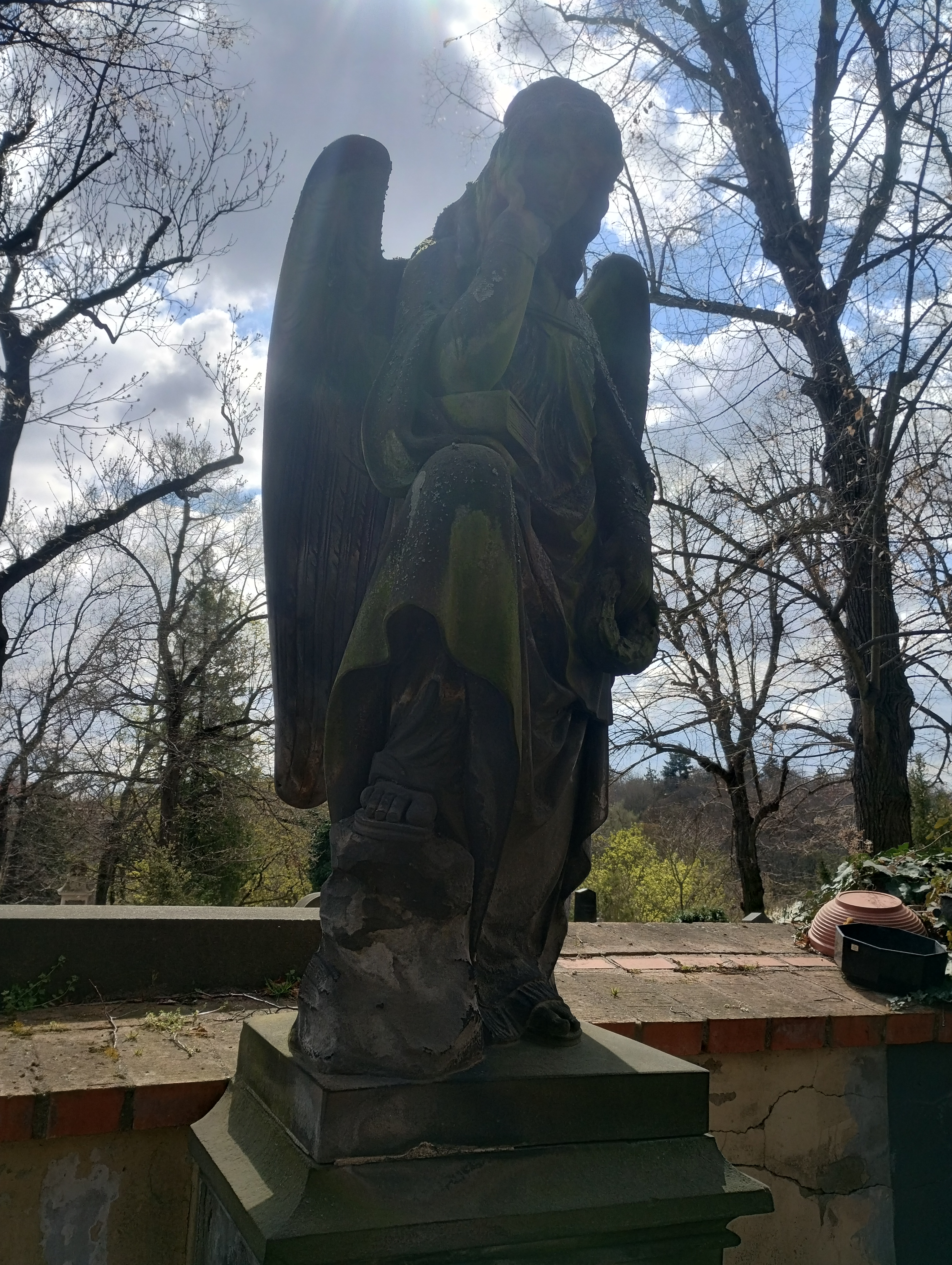
Detail jednoho z náhrobků, hřbitov Šárka
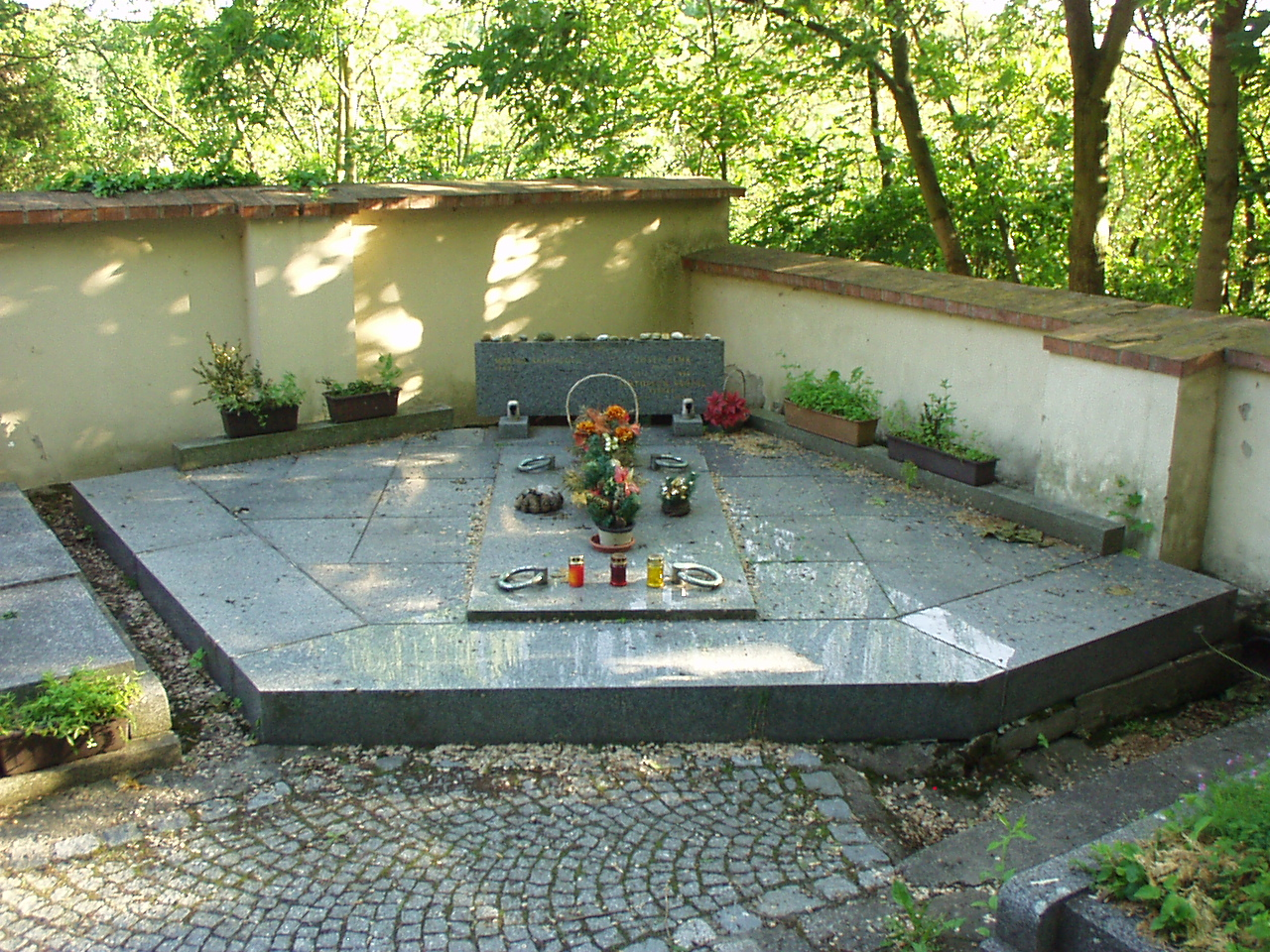
Hrob Josefa Kemra
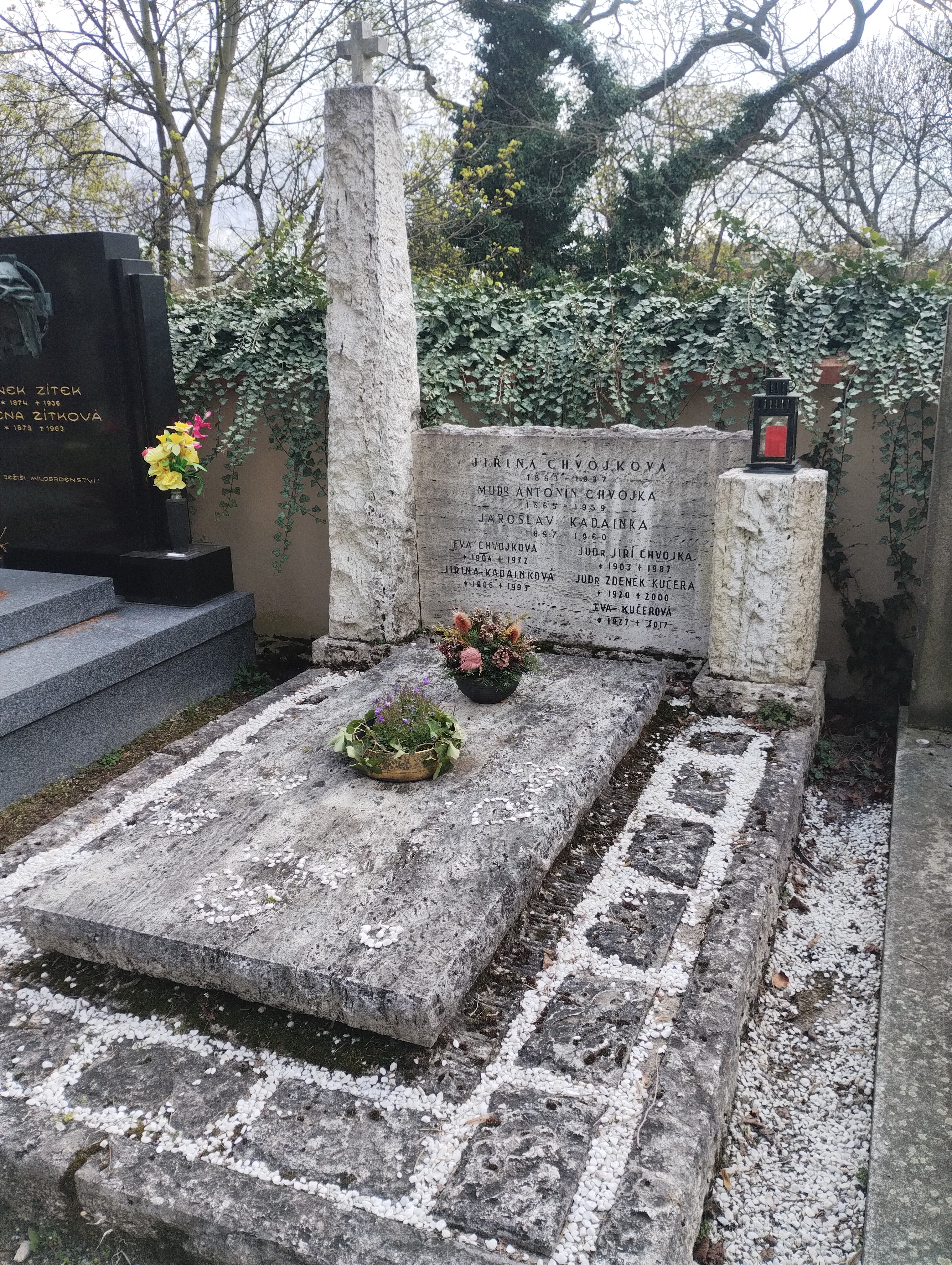
Hrob Jaroslava Kadainky
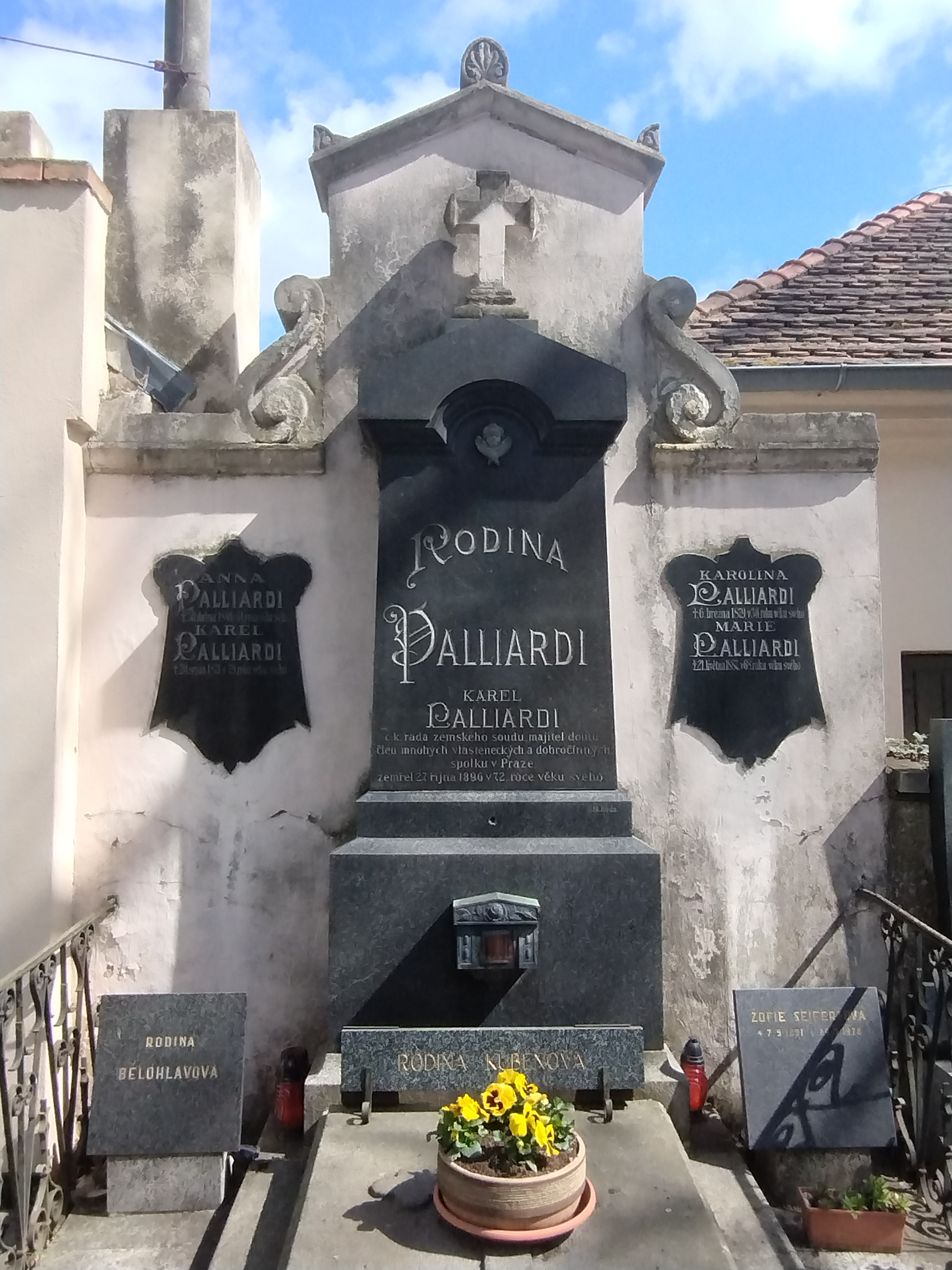
Hrob rodiny Palliardi
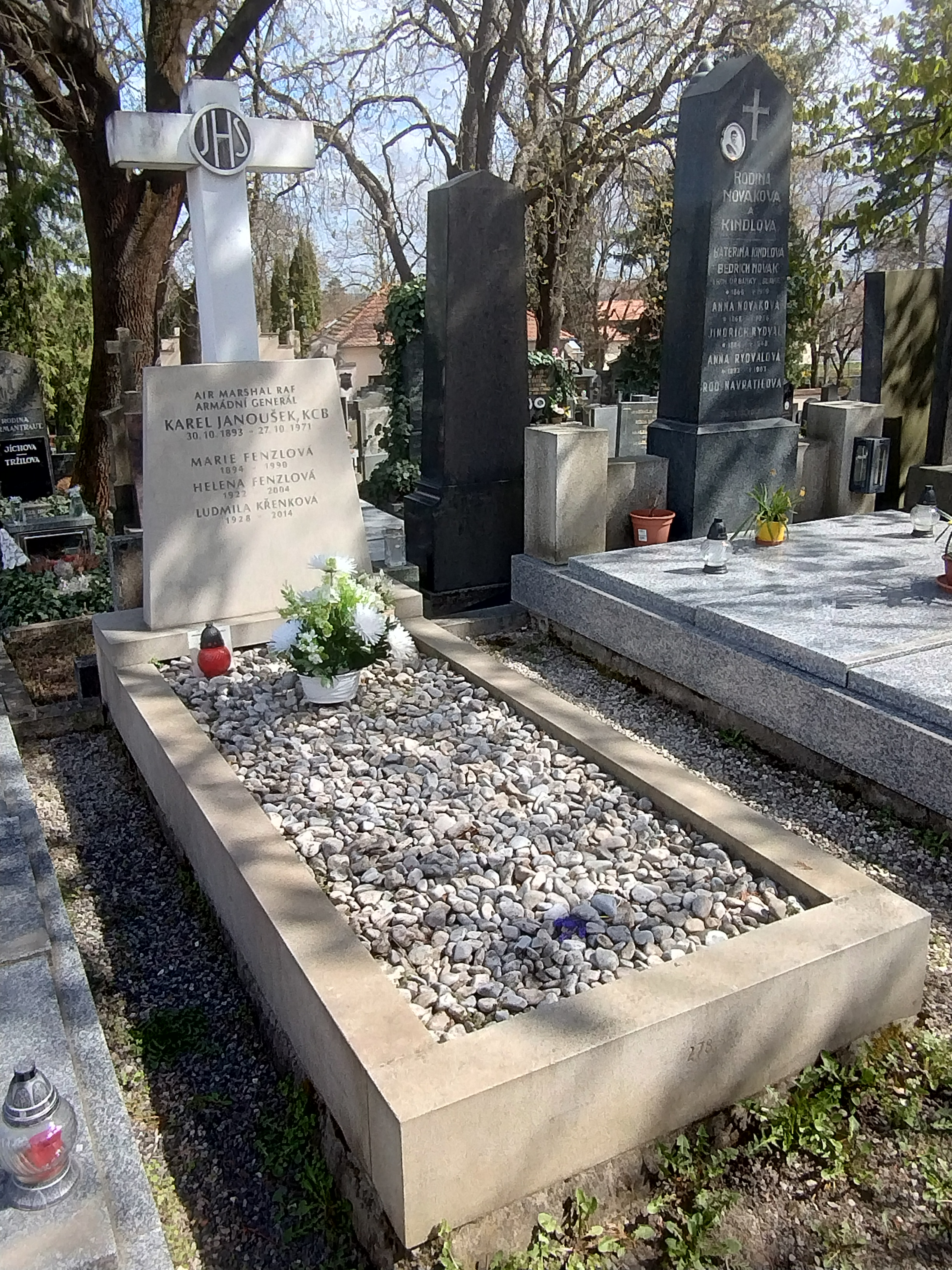
Hrob generála Karla Janouška
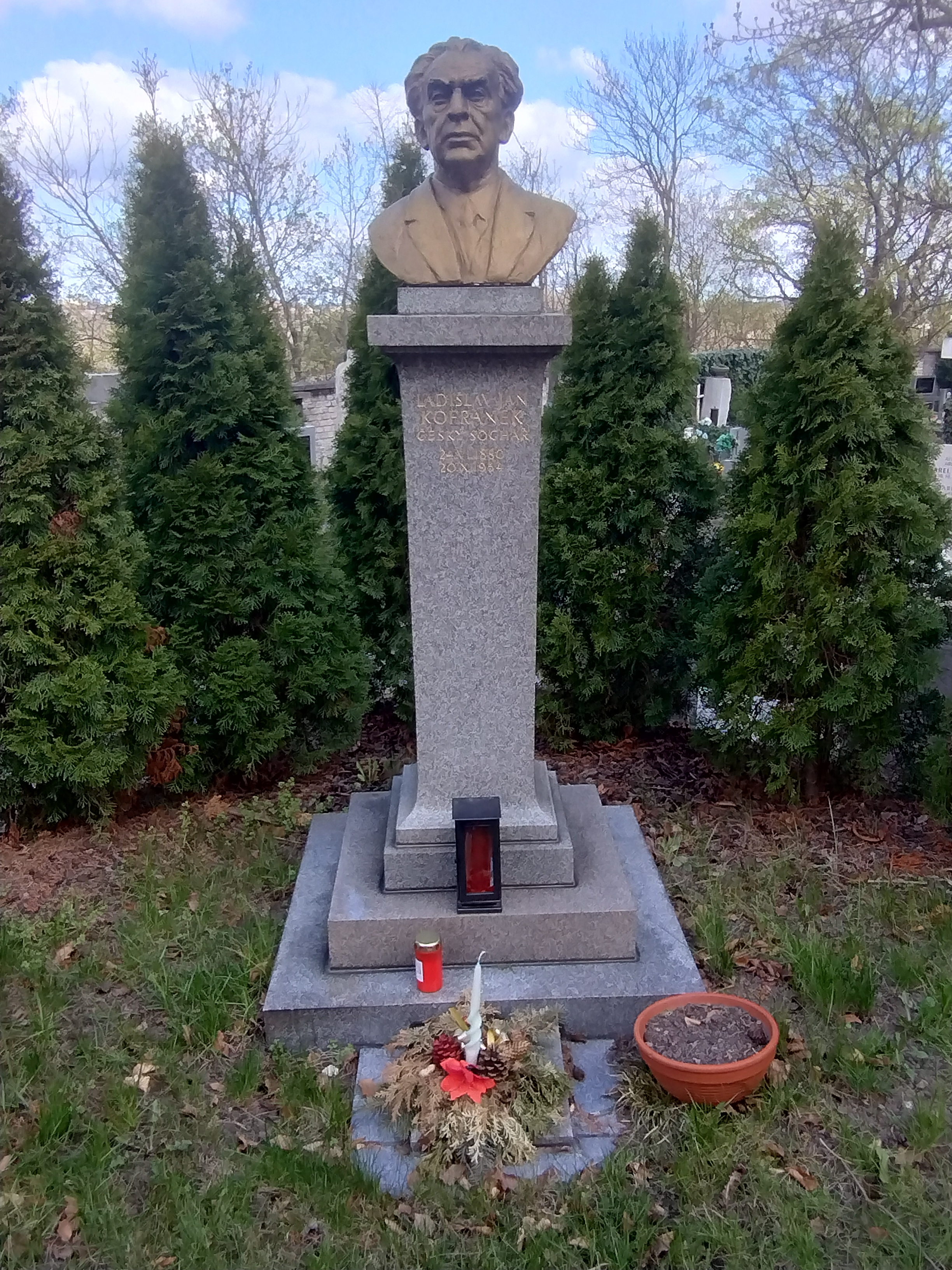
Hrob Ladislava Kofránka